# Tom Jones
|  | Per a altres significats, vegeu «Tom Jones (desambiguació)». |

Sir Thomas John Woodward (Pontypridd, Rhondda Cynon Taf, Gal·les, 7 de juny de 1940) més conegut artísticament com a Tom Jones, és un cantant de música pop gal·lès. Als setze anys es casà i tingué un fill, molt abans d'esdevenir un ídol del pop. Tot i les seves freqüents i ben conegudes relacions extra-conjugals, va continuar casat fins a la mort de la seva dona, l'abril de 2016. Jones va viure molt de temps als Estats Units, visitant amb freqüència la seva terra natal de Gal·les, però quan va quedar-se vidu va vendre la seva mansió de Los Angeles i va traslladar-se a un pis de Londres.

## Carrera
Tom assolí la fama durant els anys 60, i després de diversos èxits al Regne Unit, esdevingué un cantant de casinos a Las Vegas. Entre els seus principals èxits de principis de carrera hi ha: 
- It's Not Unusual (1965).
- What's New Pussycat?, composta per Burt Bacharach (1965).
- Thunderball, tema del film homònim de James Bond (1966).
- The Green, Green Grass of Home (1966), el seu disc de més èxit, que passà a ser associat a Gal·les, tot i que en realitat s'inspirà en els EUA.
- I'll Never Fall In Love Again (1967).
- Delilah (1968).
- Help Yourself (1968).
- Without Love (1969).
- She's A Lady (1971).

La carrera de Jones s'estancà a partir de llavors, i no va aconseguir la popularitat fins al 1987, amb el llançament de "A Boy From Nowhere". Després d'això, passà a gravar amb una generació més nova de músics.
El penúltim àlbum de Jones, Reload, llançat l'any 2000, es transformà en l'èxit més gran de la seva carrera: presentava versions d'altres artistes, gravades en duets amb ells, fent servir els seus productors i mètodes de gravació. De seguida arribà Mr.Jones, el 2002, i un any després Tom aconseguiria un Brit Awards per la seva contribució a la música.

## Guardons
Premis
- 1966: Grammy al millor nou artista